# Stereocyclops incrassatus
Stereocyclops incrassatus é uma espécie de anfíbio da família Microhylidae. Endêmica do Brasil, pode ser encontrada nos estados do Espírito Santo, Minas Gerais, Bahia, Alagoas e Pernambuco.